# Kreiwang
Kreiwang (auch Kraiwang) ist ein Ortsteil des oberschwäbischen Marktes Erkheim im Landkreis Unterallgäu in Bayern. Die Einöde liegt etwa 2,5 Kilometer nordöstlich des Hauptortes und ist über Gemeindestraßen mit diesem verbunden. Nördlich von Kreiwang verläuft der Haselbach, östlich liegt das Waldstück Im Mösle. Um 1500 wurde der Ort als Krähwang erwähnt.